# Frederik Christian Hjort
Frederik Christian Hjort, född den 28 september 1760 på Gunderslevholm, död den 3 april 1820, var en dansk präst. 
Hjort deponerade från Viborgs skola 1778, men tog attestats först 1786. Tre år senare (1789) blev han sognepræst i Hyllested och Rosmus i Århus stift, där han stannade till sin död. Hans dotter Louise Theodora Petrine äktade hans efterträdare Peter Worm.
Under sin långa studenttid odlade han mer muserna än allvarliga studier. I tidens periodiska litteratur finns en del dikter av honom, liksom han utgav åtskilliga anekdotsamlingar och humoristiska småskrifter. 